# 800 mètres féminin aux Jeux olympiques d'été de 1928 (athlétisme)
Navigation
Rome 1960
L'épreuve du 800 mètres féminin aux Jeux olympiques de 1928 s'est déroulée du 29 au 31 juillet 1928 au Stade olympique d'Amsterdam, aux Pays-Bas. Elle est remportée par l'Allemande Lina Radke.

## Résultats

### Finale
| Rang               | Athlète            | Pays       | Temps        | Notes |
| ------------------ | ------------------ | ---------- | ------------ | ----- |
| Médaille d'or      | Lina Radke         | Allemagne  | 2 min 16 s 8 |       |
| Médaille d'argent  | Kinue Hitomi       | Japon      | 2 min 17 s 6 |       |
| Médaille de bronze | Inga Gentzel       | Suède      | 2 min 17 s 8 |       |
| 4                  | Jean Thompson      | Canada     | 2 min 21 s 4 |       |
| 5                  | Bobbie Rosenfeld   | Canada     | 2 min 22 s 4 |       |
| 6                  | Florence MacDonald | États-Unis | 2 min 22 s 6 |       |
| 7                  | Marie Dollinger    | Allemagne  | 2 min 23 s 0 |       |
| 8                  | Gertruda Kilosówna | Pologne    | 2 min 28 s 0 |       |
| 9                  | Elfriede Wever     | Allemagne  |              |       |